# Mischocyttarus costaricensis
Mischocyttarus costaricensis är en getingart som beskrevs av Richards 1945. Mischocyttarus costaricensis ingår i släktet Mischocyttarus och familjen getingar. Inga underarter finns listade i Catalogue of Life.